# Musée Jingū
Le musée Jingū (神宮徴古館, Jingū chōko-kan) est un musée d’art, d’histoire et de la culture situé à Ise dans la préfecture de Mie au Japon. Ouvert en 1909, il est destiné à préserver et exposer le patrimoine matériel du sanctuaire d'Ise situé à proximité, l’un des sanctuaires shinto les plus importants de l’archipel.
Le musée se situe dans un bâtiment au style architecturale inspiré de la Renaissance européenne. Il comprend dans ses collections des biens classés au patrimoine national et préfectoral ainsi que des objets renseignant sur l’histoire, l’archéologie et la vie au sanctuaire. En particulier le musée détient le Rouleau enluminé du concours poétique sur les nouveaux sites célèbres d'Ise, deux globes terrestres de l’époque d’Edo, des documents historiques calligraphiés et des vestiges archéologiques.
Deux autres musées situés dans les mêmes locaux sont affiliés au musée Jingū : le musée d’agriculture de Jingū qui expose le patrimoine lié à l’agriculture sur les domaines du sanctuaire et les dons de nourritures au dieux, et le musée d’art Jingū qui accueille les objets d’art créés pour la cérémonie du déménagement (shikinen sengū) qui a lieu tous les vingt ans.
Les gares les plus proches du musée sont celles d’Iseshi sur la ligne Sangū et de Isuzugawa sur la ligne ligne Kintetsu Toba.